# Kalkpresstechnik
Kalkpresstechnik ist eine sehr alte Gestaltungstechnik (Glättetechnik) zur Veredelung von Verputz und wird neuzeitlich zur Schaffung von bildnerischen Kunstwerken genutzt.
Die Kalkpresstechnik ergibt eine glatte glänzende Oberfläche von Wandputz und bei ihrer Anwendung in der bildenden Kunst. Auf einen Unterputz wird ein Glätt- bzw. Feinputz in gewünschter Farbtönung aufgespachtelt. Der Auftrag des Putzes erfolgt in drei, beim künstlerischen Einsatz in zehn und mehr Schichten. Beim letzten Auftrag wird der Putz „verpresst“. Durch Aufbringen von transparentem Wachs kann der Glanz des Putzes verstärkt werden.
Zum Glätten und Pressen des Putzes werden meist Glättkellen (Venezianische Kelle) oder polierte Steine (z. B. Achate) wie beim Tadelakt eingesetzt. Bei der Stucco lustro Marmorierungs-Technik wird die Kelle zum Einarbeiten und Polieren von eingefärbtem Wachs und Seife auch erhitzt.
Die Kalkpresstechnik kann zu vielfältiger bildnerischer und kreativer Tätigkeit in der angewandten und bildenden Kunst eingesetzt werden.
Bereits im antiken Griechenland wurde Marmorimitationen durch Glätten und Polieren der Oberfläche ein Glanz verliehen, der dem von echtem, poliertem Marmor sehr nahekam. Die bei der Kalkpresstechnik verwendete Putz- oder Spachtelmasse enthielt als Hauptbestandteil Marmormehl. Die Feinheit des Marmormehls bestimmt auch die spätere Oberflächenwirkung. Soll die Oberfläche homogen und einfarbig wirken, wird in den Sumpfkalk feines Marmormehl eingerührt.